# Discografia di John Zorn

## Album da solista
- 1983 - Locus Solus (rimasterizzato nel 1997)
- 1984 - Ganryu Island (rimasterizzato nel 1998)
- 1986 - The Big Gundown
- 1987 - Spillane
- 1989 - Spy vs. Spy
- 1992 - Elegy
- 1993 - Kristallnacht
- 1995 - First Recordings 1973
- 1995 - Redbird
- 1995 - The Book of Heads
- 1997 - Duras: Duchamp
- 1997 - New Traditions in East Asian Bar Bands
- 1998 - Angelus Novus
- 1998 - Aporias: Requia for Piano and Orchestra
- 1998 - The Bribe
- 1999 - Godard/Spillane
- 1999 - The String Quartets
- 2000 - The Big Gundown: 15th Anniversary Special Ed (rimasterizzazione con tracce bonus)
- 2000 - Xu Feng
- 2000 - Cartoon S/M - (2CD)
- 2001 - Madness, Love and Mysticism
- 2001 - Songs from the Hermetic Theater
- 2002 - IAO
- 2003 - Chimeras
- 2004 - Magick
- 2005 - Mysterium
- 2005 - Sanatorium Under the Sign of the Hourglass: A Tribute to Bruno Schultz - The Cracow Klezmer Band Plays John Zorn
- 2005 - Rituals
- 2007 - From Silence to Sorcery
- 2009 - Alhambra Love Songs
- 2009 - Femina
- 2010 - In Search of the Miraculous
- 2010 - Chimeras (Revised Edition)
- 2010 - Dictée/Liber Novus
- 2010 - The Goddess — Music for the Ancient of Days
- 2010 - What Thou Wilt
- 2010 - Interzone
- 2011 - The Satyr's Play/Cerberus
- 2011 - Nova Express
- 2011 - Enigmata
- 2011 - At the Gates of Paradise
- 2012 - Mount Analogue
- 2012 - The Gnostic Preludes
- 2012 - Nosferatu
- 2012 - Rimbaud
- 2012 - A Vision in Blakelight
- 2012 - Music and Its Double
- 2012 - The Concealed
- 2013 - Lemma
- 2013 - Dreamachines
- 2013 - On the Torment of Saints, the Casting of Spells and the Evocation of Spirits
- 2013 - Shir Hashirim
- 2014 - Psychomagia
- 2014 - The Alchemist
- 2014 - Fragmentations, Prayers and Interjections
- 2014 - In The Hall Of Mirrors
- 2015 - Pellucidar

## The Classic Guide to Strategy
- 1983 – The Classic Guide to Strategy
- 1986 – The Classic Guide to Strategy, Volume 2
- 2004 – 50⁹: The Classic Guide to Strategy, Volume 3
- 2016 – The Classic Guide to Strategy, Volume 4

## Filmworks Series
- 1991 - Filmworks 1986-1990
- 1995 - Filmworks II: Music for an Untitled Film by Walter Hill
- 1995 - Filmworks III: 1990-1995
- 1996 - Filmworks IV: S&M + More
- 1996 - Filmworks V: Tears of Ecstasy
- 1996 - Filmworks VI: 1996
- 1997 - Filmworks VII: Cynical Hysterie Hour
- 1998 - Filmworks VIII: 1997
- 2000 - Filmworks IX: Trembling Before G-d
- 2001 - Filmworks X: In the Mirror of Maya Deren
- 2002 - Filmworks XI: Under the Wing
- 2002 - Filmworks XII: Three Documentaries
- 2002 - Filmworks XIII: Invitation to a Suicide
- 2003 - Filmworks XIV: Hiding and Seeking
- 2005 - Filmworks XV: Protocols of Zion
- 2005 - Filmworks XVI: Workingman's Death
- 2006 - Filmworks XVII: Notes on Marie Menken/Ray Bandar: A Life with Skulls
- 2006 - Filmworks XVIII: The Treatment
- 2008 - Filmworks XIX: The Rain Horse
- 2008 - Filmworks XX: Sholem Aleichem
- 2008 - Filmworks XXI: Belle De Nature/The New Rijksmuseum
- 2008 - Filmworks XXII: The Last Supper
- 2009 - Filmworks XXIII: El General
- 2010 - Filmworks XXIV: The Nobel Prizewinner
- 2013 - Filmworks XXV: City of Slaughter/Schmatta/Beyond the Infinite

## Music Romance Series
- 1998 - Music for Children: Volume 1
- 1999 - Taboo & Exile: Volume 2
- 2001 - The Gift: Volume 3
- 2002 - I.A.O.: Volume 4

## The Hermetic Organ
- 2012 - The Hermetic Organ
- 2014 - The Hermetic Organ, Vol. 2
- 2015 - The Hermetic Organ, Vol. 3
- 2016 - The Hermetic Organ, Vol. 4
- 2017 - The Hermetic Organ, Vol. 5
- 2019 - The Hermetic Organ, Vol. 6
- 2019 - The Hermetic Organ, Vol. 7
- 2019 - The Hermetic Organ, Vol. 8
- 2022 - The Hermetic Organ, Vol. 9
- 2022 - The Hermetic Organ, Vol. 10
- 2024 - The Hermetic Organ, Vol. 11
- 2024 - The Hermetic Organ, Vol. 12

## The Parachute Years (1977-1981)
- Lacrosse (1977, 2000) 2 CD
- Hockey (1978, 1997, 2000)
- Pool (1979, 1997, 2002)
- Archery (1981, 1997, 2001) 3 CD

## Cobra performances
- 1987 - Cobra
- 1992 - Live at the Knitting Factory (John Zorn's Cobra)
- 1994 - Tokyo Operations '94 (John Zorn's Cobra)
- 2002 - Game Pieces Volume 2 (John Zorn's Cobra)

## Con i Masada
- 1994 - Alef
- 1994 - Beit
- 1994 - Gimel
- 1994 - Dalet
- 1995 - Hei
- 1995 - Vav
- 1996 - Zayin
- 1996 - Het
- 1997 - Tet
- 1997 - Yod
- 1998 - Live in Taipei 1995
- 1999 - Live in Jerusalem 1994 (2 CD)
- 1999 - Live in Middleheim 1999
- 2000 - Live in Sevilla 2000
- 2001 - Live at Tonic 2001
- 2002 - First Live 1993
- 2004 - 50th Birthday Celebration Volume 7
- 2005 - Sanhedrin 1994-1997 (2 CD)

## Electric Masada
- 2004 - 50th Birthday Celebration Volume 4
- 2005 - At the Mountains of Madness (2 CD)

## Masada String Trio
- 1998 - The Circle Maker (Disc 1 by Masada String Trio, Disc 2 by Bar Kokhba Sextet)
- 2004 - 50th Birthday Celebration: Volume 1
- 2005 - Azazel: Book of Angels: Volume 2
- 2010 - Haborym: Book of Angels: Volume 16

## Masada 50th Birthday Celebration series
- 2004 - 50th Birthday Celebration Volume 1 (by Masada String Trio)
- 2004 - 50th Birthday Celebration Volume 2 (by Milford Graves/John Zorn)
- 2004 - 50th Birthday Celebration Volume 3 (by Locus Solus)
- 2004 - 50th Birthday Celebration Volume 4 (by Electric Masada)
- 2004 - 50th Birthday Celebration Volume 5 (by Fred Frith/John Zorn)
- 2004 - 50th Birthday Celebration Volume 6 (by Hemophiliac)
- 2004 - 50th Birthday Celebration Volume 7 (by Masada)
- 2004 - 50th Birthday Celebration Volume 8 (by Wadada Leo Smith/Susie Ibarra/John Zorn)
- 2004 - 50th Birthday Celebration Volume 9: The Classic Guide to Strategy Volume Three (by John Zorn)
- 2005 - 50th Birthday Celebration Volume 10 (by Yamataka Eye/John Zorn)
- 2005 - 50th Birthday Celebration Volume 11 (by Bar Kokhba Sextet) (3 CD)
- 2005 - 50th Birthday Celebration Volume 12 (by Painkiller)

## Masada Anniversary series
- 2003 - Masada Anniversary Edition Vol. 1: Masada Guitars
- 2003 - Masada Anniversary Edition Vol. 2: Voices in the Wilderness
- 2003 - Masada Anniversary Edition Vol. 3: The Unknown Masada
- 2004 - Masada Anniversary Edition Vol. 4: Masada Recital
- 2005 - Masada Anniversary Edition Vol. 5: Masada Rock

## Masada Book Two - The Book of Angels
- 2005 - Astaroth: Book of Angels Volume 1 by Jamie Saft Trio
- 2005 - Azazel: Book of Angels Volume 2 by Masada String Trio
- 2006 - Malphas: Book of Angels Volume 3 by Mark Feldman & Sylvie Courvoisier
- 2006 - Orobas: Book of Angels Volume 4 by Koby Israelite
- 2006 - Balan: Book of Angels Volume 5 by The Cracow Klezmer Band
- 2006 - Moloch: Book of Angels Volume 6 by Uri Caine
- 2007 - Asmodeus: Book of Angels Volume 7 by Marc Ribot
- 2007 - Volac: Book of Angels Volume 8 by Erik Friedlander
- 2008 - Xaphan: Book of Angels Volume 9 by Secret Chiefs 3
- 2008 - Lucifer: Book of Angels Volume 10 by Bar Kokhba Sextet
- 2008 - Zaebos: Book of Angels Volume 11 by Medeski Martin and Wood
- 2009 - Stolas: Book of Angels Volume 12 by Masada Quintet & Joe Lovano
- 2010 - Mycale: Book of Angels Volume 13 by Mycale
- 2010 - Ipos: Book of Angels Volume 14 by The Dreamers
- 2010 - Baal: Book of Angels Volume 15 by Ben Goldberg Quartet
- 2010 - Haborym: Book of Angels Volume 16 by Masada String Trio
- 2011 - Caym: Book of Angels Volume 17 by Cyro Baptista
- 2012 - Pruflas: Book of Angels Volume 18 by David Krakauer
- 2012 - Abraxas: Book of Angels Volume 19 by Shanir Ezra Blumenkranz
- 2013 - Tap: Book of angels Volume 20 by Pat Metheny

## New Masada Quartet
- 2021 - New Masada Quartet
- 2023 - New Masada Quartet, Volume 2
- 2024 - New Masada Quartet, Volume 3: Live at Roulette

## Bar Kokhba Sextet
- 1996 - Bar Kokhba (2 CD)
- 1998 - The Circle Maker (Disc 1 by Masada String Trio, Disc 2 by Bar Kokhba Sextet)
- 2005 - 50th Birthday Celebration Volume 11
- 2008 - Lucifer: Book of Angels Volume 10

## The Moonchild Trio
- 2006 - Moonchild: Songs Without Words
- 2006 - Astronome
- 2007 - Six Litanies for Heliogabalus (John Zorn, Jamie Saft & Ikue Mori)
- 2008 - The Crucible
- 2010 - Ipsissimus
- 2012 - Templars: In Sacred Blood

## The Bagatelles

### Primo cofanetto (2021)
- The Bagatelles, Volume 1 (Mary Halvorson Quartet)
- The Bagatelles, Volume 2 (Erik Friedlander e Michael Nicolas)
- The Bagatelles, Volume 3 (Trigger)
- The Bagatelles, Volume 4 (Ikue Mori)

### Secondo cofanetto (2021)
- The Bagatelles, Volume 5 (Kris Davis Quartet)
- The Bagatelles, Volume 6 (Brian Marsella Trio)
- The Bagatelles, Volume 7 (Brian Marsella)
- The Bagatelles, Volume 8 (John Medeski Trio)

### Terzo cofanetto (2022)
- The Bagatelles, Volume 9 (Asmodeus)
- The Bagatelles, Volume 10 (Julian Lage e Gyan Riley)
- The Bagatelles, Volume 11 (Jim Black Quartet)
- The Bagatelles, Volume 12 (Cleric)

### Quarto cofanetto (2023)
- The Bagatelles, Volume 13 (Speed/Irabagon Quartet)
- The Bagatelles, Volume 14 (Peter Evans)
- The Bagatelles, Volume 15 (Ben Goldberg 4)
- The Bagatelles, Volume 16 (Sam Eastmond)

## Con i Naked City
- 1989 - Naked City
- 1990 - Torture Garden
- 1992 - Grand Guignol
- 1992 - Leng Tch'e
- 1992 - Heretic
- 1993 - Radio
- 1993 - Absinthe
- 1996 - Black Box (contiene Torture Garden e Leng Tch'e)
- 2002 - Naked City Live, Vol. 1: Knitting Factory 1989
- 2005 - Naked City Box Set
- 2010 - Black Box - 20th Anniversary Edition: Torture Garden/Leng Tch'e

## Con i Painkiller
- 1991 - Guts of a Virgin (EP)
- 1992 - Buried Secrets (EP)
- 1993 - Rituals: Live in Japan
- 1994 - Execution Ground
- 1997 - Collected Works  (Includes Guts of a Virgin, Buried Secrets, Execution Ground, Live in Osaka and bonus material) (4 CD)
- 1998 - Guts of a Virgin/Buried Secrets
- 2002 - Talisman: Live in Nagoya
- 2005 - 50th Birthday Celebration Volume 12 (con Mike Patton)

## Hemophiliac
- 2002 - Hemophiliac
- 2004 - 50th Birthday Celebration Volume Six

## Album collaborativi
- 1978 - School (con Eugene Chadbourne)
- 1098 - In Memory of Nikki Arane (con Eugene Chadbourne)
- 1983 - Yankees (con Derek Bailey, & George Lewis)
- 1986 - Deadly Weapons (con Steve Beresford, Toni Marshall & David Toop)
- 1986 - Voodoo (con the Sonny Clark Memorial Quartet - Wayne Horvitz, Bobby Previte & Ray Drummond)
- 1988 - News for Lulu (con Bill Frisell & George Lewis)
- 1992 - More News for Lulu (con Bill Frisell & George Lewis)
- 1994 - The Art of Memory (con Fred Frith - ripubblicato nel 1999)
- 1995 - Zohar (come The Mystic Fugu Orchestra, con Yamataka Eye)
- 1995 - Nani Nani (con Yamataka Eye)
- 1996 - Harras (con Derek Bailey, William Parker)
- 1997 - Euclid's Nightmare (con Bobby Previte)
- 1998 - Weird Little Boy (come Weird Little Boy - con Trey Spruance, William Winant, Mike Patton & Chris Cochrane)
- 1998 - Downtown Lullaby (con Wayne Horvitz, Elliott Sharp, & Bobby Previte)
- 1999 - Prelapse (con Prelapse)
- 2003 - Buck Jam Tonic (con Tatsuya Nakamura & Bill Laswell)
- 2004 - Naninani II (con Yamataka Eye)
- 2006 - The Stone: Issue One (con Dave Douglas, Mike Patton, Bill Laswell, Rob Burger, & Ben Perowsky)
- 2008 - The Stone: Issue Three (con Lou Reed & Laurie Anderson)
- 2008 - The Art of Memory II (con Fred Frith)
- 2010 - Late Works (con Fred Frith)
- 2013 - "@" (con Thurston Moore)